# Tom Wintringham
Tom Wintringham (* 15. Mai 1898 in Grimsby; † 16. August 1949 in Searby Manor, Lincolnshire) war ein britischer Militärhistoriker, Offizier der Internationalen Brigaden, Marxist, Journalist und Politiker.

## Biografie
Wintringham neigte schon in seiner Jugend zum Sozialismus (nach Lektüre von H. G. Wells, Jack London, Edward Bellamy, William Morris), ging auf die Gresham School in Norfolk und begann mit einem Stipendium Geschichte am Balliol College in Oxford zu studieren, unterbrach das aber um ab 1916 im Royal Flying Corps als Freiwilliger am Ersten Weltkrieg teilzunehmen. Um Flieger zu werden, reichte sein Sehvermögen nicht, so dass er Mechaniker und Ballonbeobachter wurde. Nach der Entlassung aus der Armee 1919 setzte er sein Studium in Oxford fort und erhielt 1920 seinen Bachelor-Abschluss. Danach wurde er Journalist mit Spezialisierung auf Militärisches und gehörte dem linken Spektrum an. Er besuchte Moskau, wo er John Reed traf, gründete die Zeitschrift The Left Review und nahm 1921 an Protestmärschen arbeitsloser ehemaliger Soldaten teil. 1921 wurde er Mitglied des Inner Temple (Anwalt). 1922 verliebte er sich in Elizabeth Arkwright, ein Gründungsmitglied der Kommunistischen Partei Großbritanniens (CPGB), die er 1923 heiratete. Er wurde ebenfalls 1923 Mitglied der CPGB, für die er die Zeitschriften Workers' Weekly und Labour Monthly herausgab und 1926 einer der Organisatoren des Generalstreiks war, wofür er (wie mehrere andere Mitglieder der CPGB) kurze Zeit ins Gefängnis kam (und wegen Anstachelung zur Meuterei angeklagt war). 1930 wurde er Herausgeber der CPGB-Zeitung Daily Worker. 1936 ging er zunächst als Journalist in den Spanischen Bürgerkrieg, wurde dort aber selbst militärisch aktiv als Anführer (ab 1937) der britischen Abteilung der Internationalen Brigaden, an deren Gründung er auch wesentlichen Anteil hatte. Beim Schlacht am Jarama im Februar 1937 wurde die britische Abteilung eingeschlossen und erlitt schwere Verluste. Auch Wintringham wurde verwundet und war im Hospital. Nach der Entlassung wurde er Stabsoffizier und wurde bei Quinto (Schlacht von Belchite) 1937 schwer verwundet (Schulterschuss), so dass er nach England zurückkehren musste. In Spanien lernte er die amerikanische Journalistin Kitty Bowler kennen und heiratete sie 1941. Da dieser von der CPGB vorgeworfen wurde Trotzkistin zu sein und Wintringham sich weigerte sich von ihr zu trennen wurde er aus der CPGB ausgeschlossen (1938). Schon vorher hatte er sich aber von der CPGB wegen ihrer Moskau-Hörigkeit entfremdet. Stattdessen arbeitete er für andere Zeitschriften wie Picture Post, Daily Mirror (ab 1940 als Militärkorrespondent), Tribune, New Statesman.
Schon 1938 war er von der Gefahr einer deutschen Invasion Großbritanniens überzeugt und regte erfolgreich die Anlage von Schutzgräben vor Luftangriffen in den Städten bei der Regierung an. Im Zweiten Weltkrieg gründete er eine Schule für Guerilla-Kriegführung in Osterley Park im Westen Londons, wo er seine Erfahrungen aus dem Spanischen Bürgerkrieg in der Ausbildung der Home Guard weitergab (er trainierte rund 5000 Freiwillige). Wintringham holte auch baskische Sprengstoffspezialisten für das Training und schrieb ein Buch über Guerilla-Krieg (New Ways of War), das ein Bestseller wurde. Guerilla-Krieg war für Wintringham das Vorbild eines Volkskriegs. 1943 trat er für die Common Wealth Party in den Wahlen um den Parlamentssitz in der Tory-Hochburg North Midlothian an und verlor nur knapp. 1945 trat er in der Wahl um Aldershot erneut an und verlor knapp (dem Tory-Kandidaten warf er vor, vor dem Krieg für die Metallgesellschaft aktiv gewesen zu sein). Im selben Jahr veröffentlichte er ein Buch bei Victor Gollancz, in dem er detailliert die Haltungen der Tory-Kandidaten vor dem Krieg analysierte. 1948 zog er mit seiner Ehefrau Kitty nach Edinburgh. Er war ab 1946 Radiokritiker des New Statesman, war regelmäßig im The Critics Programm der BBC und schrieb für die Picture Post. Er starb 1949 an einem Aneurysma, als er auf der Farm seiner Schwester bei der Ernte half.
Er veröffentlichte auch Gedichte.
Sein gleichnamiger Onkel saß für die Liberalen im britischen Parlament (er starb 1921), dessen Frau war eine führende Suffragette und wurde die Nachfolgerin ihres Mannes auf dem Parlamentssitz (als zweite Frau in Großbritannien, die Parlamentsmitglied wurde).

## Schriften
- War and the way to fight against it, Communist Party of Great Britain, London 1932
- Air raid warning. Why the Royal Air Force is to be doubled, London: Workers Bookshop 1934
- The coming world war, Wishart 1935
- Mutiny: A Survey of Mutinies from Spartacus to Invergordon, London: Stanley Nott 1936
- English Captain, Faber 1939 (Erinnerungen an den spanischen Bürgerkrieg)
- New ways of war, Penguin special 1940
- Politics of Victory, Routledge 1941
- Freedom is our weapon. A policy of army reform, Kegan Paul 1941
- People`s War, Penguin special 1942
- Weapons and Tactics from Troy to Stalingrad, Boston 1943
- Your MP, Victor Gollancz 1945
- We're Going On – Collected Poems, Smokestack Books 2006